# Zanclea hirohitoi
Zanclea hirohitoi är en nässeldjursart som beskrevs av Boero, Bouillon och Gravili 2000. Zanclea hirohitoi ingår i släktet Zanclea och familjen Zancleidae. Inga underarter finns listade i Catalogue of Life.